# Los caballeros del rey Arturo
Los caballeros del Rey Arturo (Knights of the Round Table) es una película de 1953 de coproducción britanoestadounidense basada en la novela de Thomas Malory La muerte de Arturo. La película fue dirigida por Richard Thorpe y contó con Robert Taylor, Mel Ferrer y Ava Gardner en los papeles principales.
Los caballeros del rey Arturo fue la primera película de Metro-Goldwyn-Mayer British Studios rodada en Cinemascope, y es la segunda de una trilogía extraoficial de películas dirigidas por Richard Thorpe y producidas por Pandro S. Berman: las otras son Ivanhoe (1952) y The Adventures of Quentin Durward (1955), que son adaptaciones de las novelas Ivanhoe (1819) y Quintín Durward (Quentin Durward, 1823), del escritor escocés Walter Scott.
La película Los caballeros del rey Arturo fue candidata a varios premios: 
- Edición de 1954 de los Óscar: dirección de arte, escenografía, color y sonido.

- Grand Prix de la edición del mismo año del Festival de Cannes.

## Argumento
Merlín acompaña a su pupilo Arturo a reunirse con su hermanastra Morgana y el protegido de ella: Mordred. Merlín los lleva adonde está la espada Excalibur. Aquel que saque la espada de la piedra será rey de Inglaterra. Mordred lo intenta y fracasa; Arturo lo consigue con facilidad. Pero Morgana y Mordred no le reconocen como rey, se declaran hostiles y acuerdan reunirse en el círculo de piedra.
Mordred manda a cuatro hombres a emboscar a Arturo para acabar con su vida; sin embargo, los cuatro hombres son sorprendidos por Lanzarote, hijo del rey Labin que ha acudido a Inglaterra en busca de ese idealista llamado Arturo del que tanto ha oído hablar. Sin saber muy bien cómo, Lanzarote comienza una disputa con los cuatro hombres, y al poco tiempo llega Arturo, que sin saber por qué luchan cuatro hombres contra uno, hace suya la causa del débil. Una vez han acabado con sus enemigos, Lanzarote recrimina a Arturo (sin saber que se trata de él) que se haya entrometido, y deciden pelear para ver quién es mejor caballero. Tras horas de pelea sin vencedor, ambos caballeros deciden presentarse, y entonces Lanzarote descubre que está luchando con el hombre que ha salido a buscar, tras lo que se arrodilla y le jura lealtad y amistad eterna.
Posteriormente, comienza una guerra entre Arturo y sus seguidores por un lado y Mordred por el otro. Tras una larga campaña, llegan a una batalla decisiva en la que vencen los guerreros de Arturo, y este es proclamado rey. Pero cuando Arturo indulta a sus enemigos al presentarse estos a reconocerlo como rey, Lanzarote se enfada y se marcha de la corte. 
En su camino al destierro, encuentra a un caballero que tiene cautiva a una dama. Lanzarote se erige como campeón de la dama y se enfrenta al caballero que la tiene cautiva, lo vence y lo obliga a que la conduzca a su destino. Al saber que la dama se dirige a Camelot, Lanzarote decide volver allí para pedir perdón al rey. Una vez allí, ve que la mujer que ha rescatado y de la que se ha enamorado es la reina Ginebra, esposa de su amigo y señor.
La paz reina en Inglaterra, con Arturo en el trono y Lanzarote como su mano derecha; y estando Merlín a su lado, nada pueden hacer los codiciosos Mordred y Morgana. Pero estos, habiendo sido perdonados y situados en la misma corte, emprenden una conspiración: tratarán de hacer que parezca que Lanzarote y Ginebra son amantes.
Merlín, viendo clara la jugada de los enemigos del rey, insta a la reina a que aleje a Lanzarote. Este se marcha al norte a combatir a los siempre hostiles pictos. Además, se casa con la joven Elaine, hermana de Perceval, joven caballero al que Lanzarote ha apoyado.
Lanzarote comienza una campaña en el norte, aunque su corazón permanece en Camelot. Durante su estancia en el norte, aparece Perceval, que ha tenido una visión en la que se le ha encomendado la busca del Santo Grial. A pesar de sus victorias, Lanzarote no consigue derrotar a los indomables pictos. Sin embargo, el rey de estos, convencido por Mordred de que rendirse es lo mejor para la derrota final de Arturo, decide capitular. 
Para entonces ha muerto Elaine al dar a luz a un hijo al que llaman Galaor. Lanzarote envía a su hijo a la corte para que sea educado allí, junto con la noticia de la rendición de sus enemigos. El rey, que echa de menos a su amigo, decide volverle a traer, pero Merlín se opone a ello. Arturo decide hablar con Merlín más tarde para convencerlo de que dé su aprobación al regreso de Lanzarote, pero cuando acude el rey a reunirse con el mago, este ha sido envenenado a instancias de Morgana. 
Sin que nadie se oponga a la decisión de Arturo, Lanzarote regresa victorioso a la corte. Pero Morgana y Mordred ya tienen preparada su estratagema. Aunque Lanzarote busca los brazos de otra mujer, la reina se siente celosa y precipita las cosas al acudir a los aposentos de Lanzarote. Aunque este trata de rechazarla, no puede luchar contra sus sentimientos. Aparecen entonces los hombres de Mordred sin él, que prefiere quedarse en la sombra, y rodean a Lanzarote, que logra escapar con la reina y alejarla de allí.
Al día siguiente, Lanzarote se presenta ante el rey y la corte, que incitan a Arturo a que los condene a muerte, pero él decide desterrarlos.
Sin Lanzarote al lado de Arturo, Mordred se ve con fuerzas para desafiarlo, lo hace y lo derrota. Lanzarote se presenta ante un Arturo moribundo que le encomienda tres cosas: que le dé un mensaje de amor y perdón a Ginebra, que arroje a Excalibur a un lago y, por último, que libre a Inglaterra de Mordred.
Lanzarote y su cuñado Perceval cumplen los tres encargos, y luego Perceval tiene una visión en la que oye una voz que le dice que comunique a Lanzarote que sus pecados serán perdonados.

## Reparto
- Mel Ferrer como Arturo.
- Ava Gardner como Ginebra.
- Robert Taylor como Lanzarote.
- Felix Aylmer como Merlín.
- Stanley Baker como Mordred.
- Anne Crawford como Morgana.
- Robert Urquhart como Gawain.
- Maureen Swanson como Elaine.
- John Brooking como Bedevere.
- Anthony Forwood como Gareth.
- Stephen Vercoe como Agravain.
- Gabriel Woolf como Perceval.
- Dana Wynter como sirviente de Morgana.
- Patricia Owens como Viviana.
- Desmond Llewelyn como heraldo.

## Enlaces externos

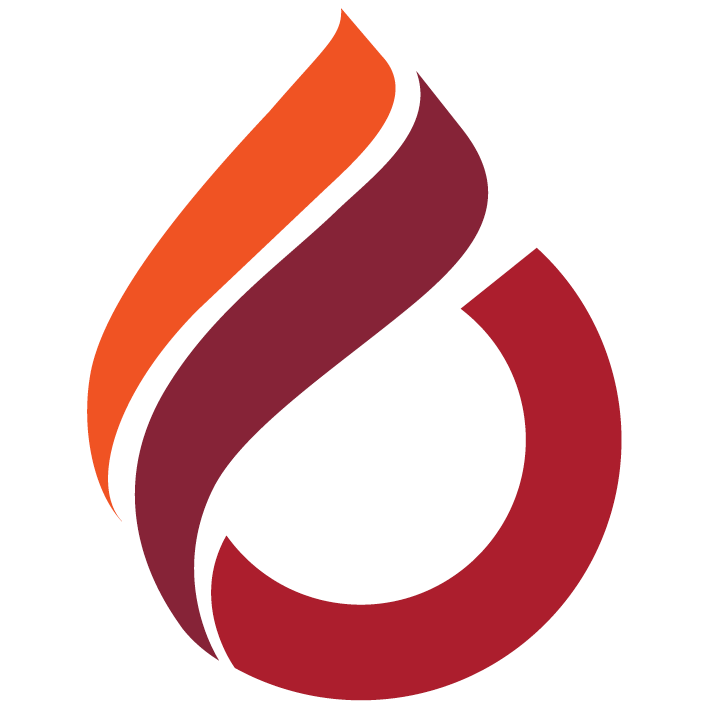
Logotipo de la Cyprus International University